# Ahmed Ben Bella
Ahmed Ben Bella (tiếng Ả Rập: أحمد بن بلة Ahmad bin Billah; ngày 25 tháng 12 năm 1916 – 11 tháng 4 năm 2012) là một người lính xã hội chủ nghĩa Algeria và cách mạng là người tổng thống đầu tiên của Algeria 1963–1965.

## Thiếu thời
Ben Bella sinh ra trong Maghnia ở miền tây Algeria, trong thời kỳ cao trào của chế độ thực dân Pháp vào ngày 25 tháng 12 năm 1916. Ông học ở Tlemcen và cảm thấy khó chịu bởi những phân biệt đối xử đối với người Ả Rập của giáo viên châu Âu của ông. Ông đã trượt kỳ thi Brevet của mình, và sau đó bỏ học.

## Quân dịch với quân đội Pháp
Ben Bella tình nguyện phục vụ trong quân đội Pháp vào năm 1936. Quân đội là một trong số ít những cách tiến thân cho những người Algeria dưới sự cai trị thuộc địa và nhập ngũ tình nguyện thời đó là phổ biến. Được điều động đến Marseille ông chơi bóng đá ở vị trí trung vệ cho Olympique de Marseille năm 1939–1940.. Ông xuất hiện lần duy nhất của mình cho câu lạc bộ là trong một trận đấu với FC Antibes trong Coupe de France vào ngày 29 tháng 4 năm 1940 tại Cannes. Ông cũng ghi một bàn thắng trong trận đấu. Các quan chức câu lạc bộ cung cấp cho ông một vị trí chơi chuyên nghiệp trong nhóm, nhưng ông đã từ chối. Anh cũng chơi cho IRB Maghnia.
Anh cả Ben Bella cũng đã phục vụ trong quân đội Pháp trong Thế chiến I và chết vì những vết thương. Hai anh em khác đã qua đời ở tuổi trẻ. Trong năm 1940, Ben Bella gia nhập quân ngũ một lần nữa và đã được trao Croix de Guerre. Ông đã xuất ngũ sau sự sụp đổ của chế độ thực dân Pháp, nhưng đã gia nhập một trung đoàn pháo binh Ma-rốc (bộ binh) mà ông tham dự trong suốt chiến dịch Ý. Ben Bella được thăng quân hàm sĩ quan và nhận được sự Médaille Militaire cho hành động dũng cảm ở Monte Cassino từ Charles de Gaulle. Ông đã từ chối chấp nhận nhiệm vụ của một sĩ quan sau khi học tập của các đàn áp Pháp khắc nghiệt mà theo một người Hồi giáo đang lên trong thị trấn nhỏ của Algeria Setif tháng 5 năm 1945.